# Taroda
Taroda es una localidad y también un municipio de la provincia de Soria, partido judicial de Almazán, comunidad autónoma de Castilla y León, España. Pueblo de la Comarca de Almazán. Los habitantes de esta localidad se les conoce con el gentilicio de tarodanos.
Desde el punto de vista jerárquico de la Iglesia católica forma parte de la diócesis de Osma la cual, a su vez, pertenece a la archidiócesis de Burgos.

## Geografía

Término municipal de Taroda

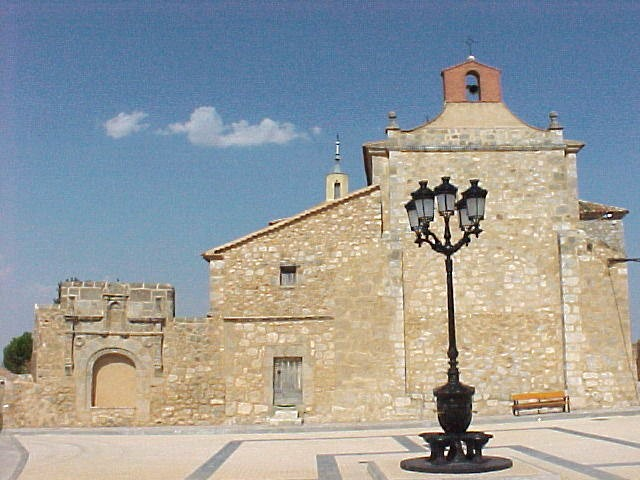
Plaza Mayor

Se encuentra a 53,4 km al sur de Soria capital, por la carretera N-111 en dirección a Madrid, dejando atrás Almazán y a 18 km, de la carretera N111, tomar el desvío hacia Santa María de Huerta
Tiene un área de 36,91 km².

## Historia
A la caída del Antiguo Régimen la localidad se constituye en municipio constitucional en la región de Castilla la Vieja, partido de Almazán, que en el censo de 1842 contaba con 76 hogares y 304 vecinos.

## Geografía humana

### Demografía
Cuenta con una población de 46 habitantes (INE 2024).
| Gráfica de evolución demográfica de Taroda entre 1842 y 2021                                                          |
| |
| Población de derecho según los censos de población del INE. Población de hecho según los censos de población del INE. |

### Economía
Su economía se basa únicamente en la agricultura, los cultivos que predominan son trigo, cebada, girasol, mayoritariamente, también se están empezando a introducir otros cultivos como soja, guisante, etc.

## Monumentos

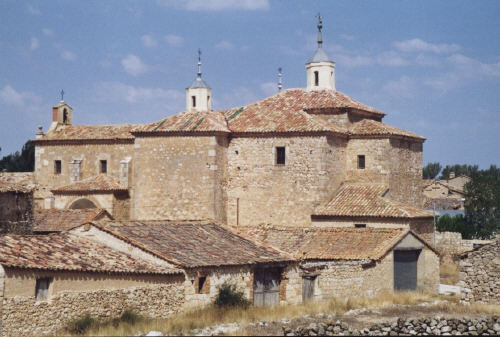
Iglesia de San Esteban

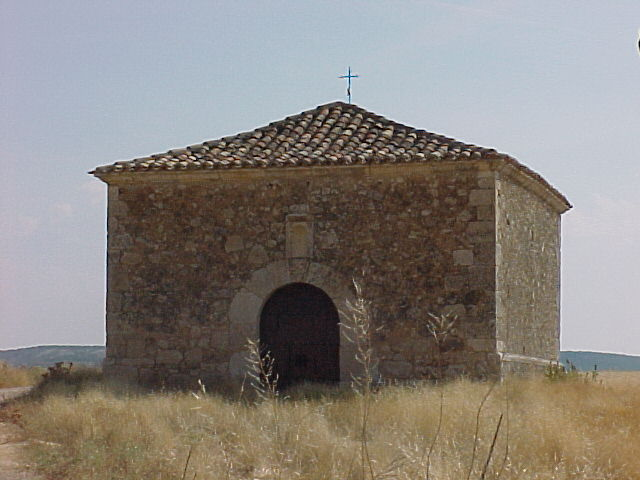
Ermita de San Roque

- Iglesia de San Esteban Protomártir.
- Ermita de San Roque.
- Portada renacentista, siglo XVI.
- Restos de castillo.
- Restos arqueológicos en el Llano del Villosillo.